# Scutelnici (gmina)
Scutelnici – gmina w Rumunii, w okręgu Buzău. Obejmuje miejscowości Arcanu, Brăgăreasa, Lipănescu i Scutelnici. W 2011 roku liczyła 2346 mieszkańców.